# Xylopia rigidiflora
Xylopia rigidiflora este o specie de plante angiosperme din genul Xylopia, familia Annonaceae, descrisă de Bagstad și David Mark Johnson. Conform Catalogue of Life specia Xylopia rigidiflora nu are subspecii cunoscute.